# Abax vinctus
Abax vinctus är en skalbaggsart som beskrevs av Leconte 1852. Abax vinctus ingår i släktet Abax och familjen jordlöpare. Inga underarter finns listade i Catalogue of Life.